# Škorpion
A Skorpion (na grafia checa: Škorpion, significando "escorpião") é uma pistola-metralhadora, desenvolvida na década de 1950, na antiga Checoslováquia por Miroslav Rybář (1924–1970), e produzida pela fábrica Česká Zbrojovka em Uherský Brod. A designação oficial checoslovaca da arma era Samopal vzor 1961 (Pistola-metralhadora modelo 1961), e foi produzida de 1963 a 1979. A versão padrão usa munição .32 ACP.
Embora tenha sido desenvolvida para uso pelas forças de segurança, a arma também foi aceita em serviço no Exército da Checoslováquia como arma pessoal para militares de baixa patente de estado-maior, motoristas de veículos, tripulações de veículos blindados e forças especiais. Atualmente a arma está em uso pelas forças armadas de vários países como arma secundária. Uma variante do Škorpion, contendo um cabo de pistola sintético no lugar do original de madeira, foi feita sob licença na Iugoslávia, designada M84 e produzida pela Zastava. Também foi produzida uma versão civil semiautomática, conhecida como M84A, também disponível em .380 ACP (9×17mm Curto). 
Na cultura popular, a Škorpion é conhecida pela designação Klobb por causa do jogo GoldenEye do Nintendo 64.

## História
A Škorpion foi desenvolvida no final dos anos 1950 por Miroslav Rybář com o nome provisório de "modelo 59". O projeto foi concluído em 1961 e denominado "Samopal vz. 61". Além de adotado pelas forças militares e policiais tchecoslovacas, foi posteriormente exportado para vários países. Também foi usado por grupos armados, incluindo o Exército Republicano Irlandês, o Exército Irlandês de Libertação Nacional e as Brigadas Vermelhas italianas. As Brigadas usaram a Škorpion durante o sequestro de Aldo Moro em 1978, também usando esta arma para matar Moro. Na década de 1990, a Gang de Roubaix usou o Škorpion numa série de ataques em França. Em 2017, a Autoridade Policial Sueca estimou que cerca de 50 armas anteriormente desativadas da Eslováquia estavam em circulação entre criminosos na Suécia.

## Características

### Mecanismo operacional

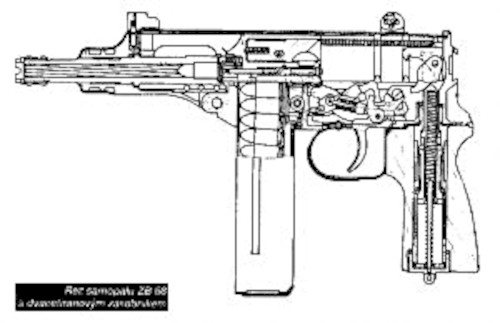
Esquema mecânico da Škorpion.

A Škorpion é uma arma de tiro seletivo operada por recuo de gases direto que dispara da posição de ferrolho fechado. O cartucho .32 ACP usado produz um impulso de recuo muito baixo e isso permite o emprego de uma operação simples de recuo de gases destrancado; não há mecanismo de retardo e o cartucho é sustentado apenas pela inércia do ferrolho e pela força das molas recuperadoras. O ferrolho recua, extraindo o estojo vazio, que é então ejetado diretamente para cima através de uma janela na tampa superior da caixa da culatra.
As dimensões compactas do Škorpion foram alcançadas usando um conjunto de ferrolho telescópico que envolve uma parte considerável do cano. A arma possui um extrator de estojo com mola, instalado dentro da cabeça do ferrolho e um ejetor duplo fixo, que é uma saliência na armação da arma. Como o ferrolho é relativamente leve, um dispositivo redutor de cadência inercial alojado dentro do punho de madeira da pistola reduz a cadência de tiro da arma de 1.000 tiros/min para 850 tiros/min, tornando o disparo mais controlável. O redutor de cadência funciona da seguinte forma: quando o ferrolho atinge o final do seu curso para trás, ele é preso por um gancho acionado por mola montado na placa traseira. Ao mesmo tempo, ele aciona um êmbolo leve e com mola no punho da pistola. O êmbolo é facilmente acelerado e passa por um peso que fica para trás devido à sua inércia. O êmbolo, tendo comprimido a sua mola, é impulsionado novamente para cima e então encontra o amortecedor de inércia descendente. Isso desacelera o êmbolo ascendente que, quando atinge o topo de seu curso, gira o gancho, liberando o ferrolho que é impulsionado para frente pelas molas de recuo comprimidas.

### Registro de segurança

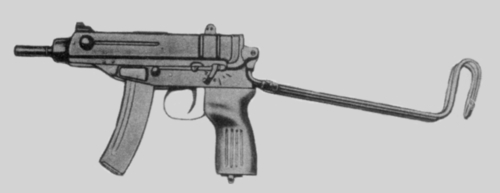
Škorpion Sa vz. 61 com coronha de arame de metal estendida.

A Škorpion é disparada por cão e possui mecanismo de gatilho com seletor de modo de disparo, cuja alavanca de manejo (instalada no lado esquerdo do receptor, acima do punho da pistola) possui três configurações: “0”, arma é segura; "1", modo semiautomático e "20", disparo totalmente automático. A configuração "segura" desativa o gatilho e o ferrolho na posição para frente (deslizando a alavanca de trava do ferrolho para cima).

### Munição
A Škorpion calça o cartucho de pistola 7,65×17mmSR Browning Curto (.32 ACP), que era o cartucho de serviço padrão das forças de segurança da Tchecoslováquia. Tem a sua disposição dois tipos de carregadores de cofre curvos bifilares: um carregador curto de 10 tiros, com peso carregado de 15g ou um carregador de 20 tiros com peso carregado de 25g. O ferrolho permanece travado aberto após o último cartucho do carregador ter sido disparado e pode ser puxado para trás puxando o botão da alavanca de manejo ligeiramente para trás.

### Mira

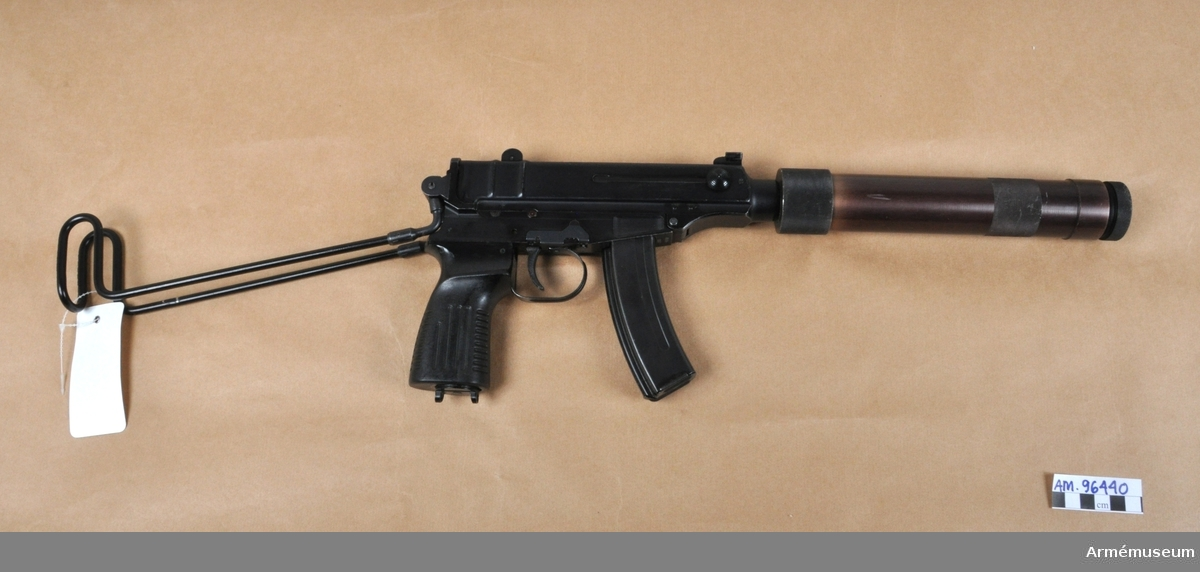
Vz. 61 com silenciador removível e calibrada em 7,65mm Browning.

A Škorpion está equipado com miras de ferro do tipo aberto, com poste dianteiro mecanicamente ajustável na massa de mira e mira traseira com entalhes de alcance de 75m e 150m na alça de mira. A coronha de arame de metal dobrável se dobra para cima e sobre o receptor, sendo travada na captura de proteção da massa de mira.

### Acessórios
A Škorpion, juntamente com um carregador curto, é transportada como uma pistola tradicional: num coldre de couro, e os dois carregadores longos sobressalentes são transportados numa bolsa separada. A arma vem com kit de limpeza, ferramenta de ajuste de mira frontal, frasco de óleo e cordão. Pode ter um silenciador preso ao cano da arma.

## Variantes

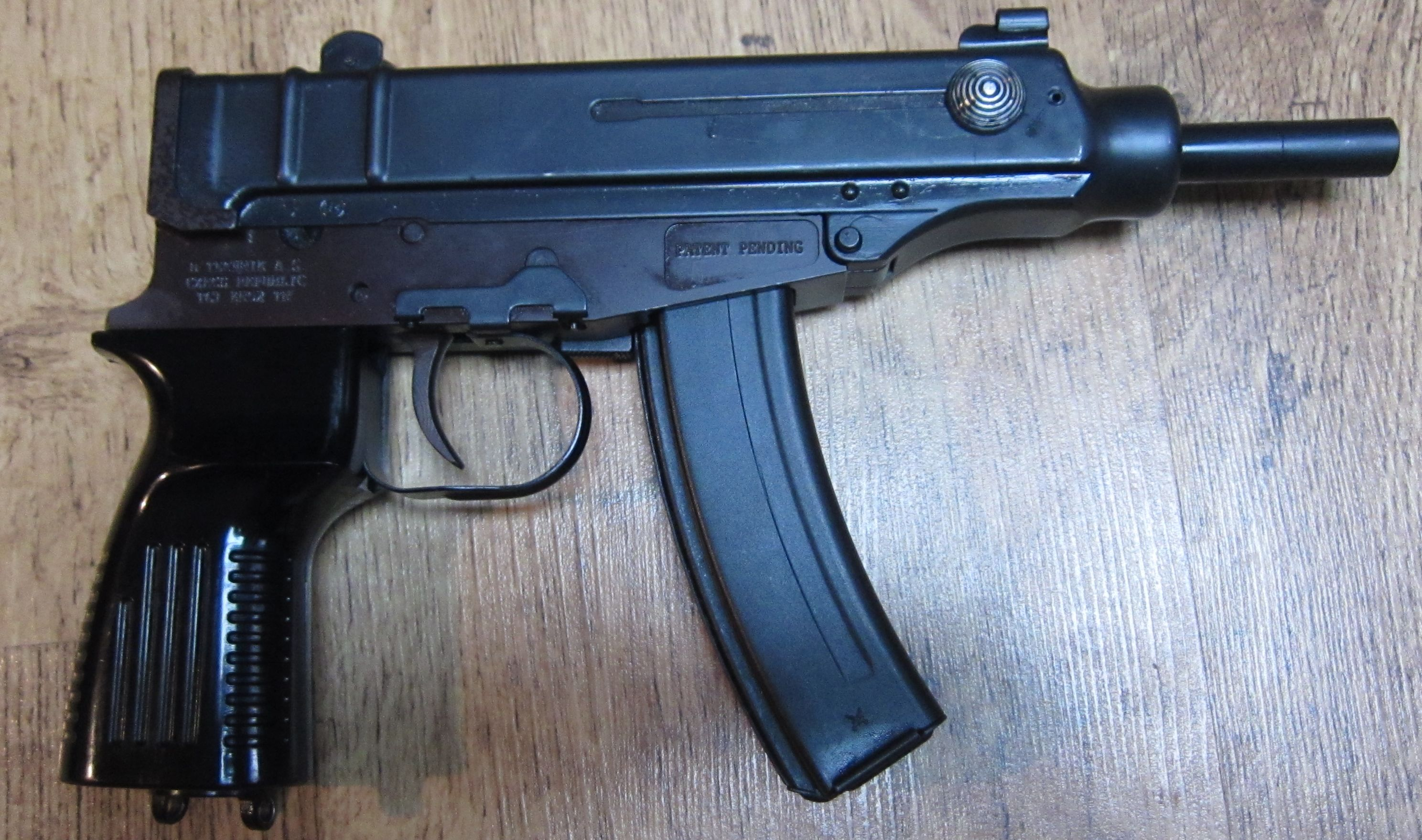
Škorpion de versão civil, semiautomática e sem coronha.

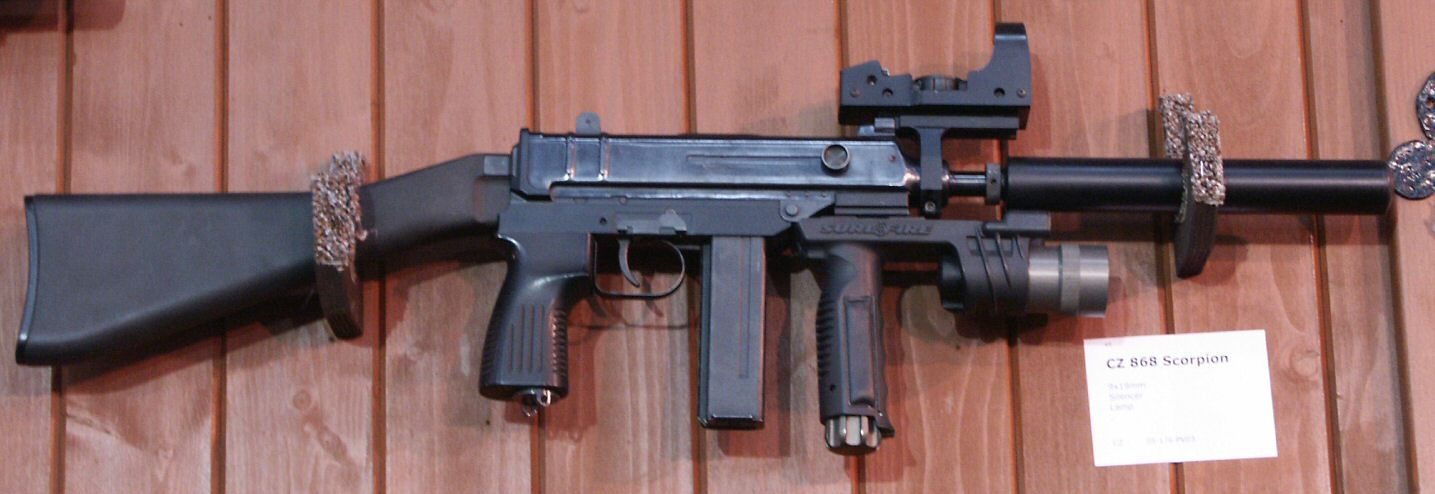
A CZ-868 Škorpion, uma versão modificada como carabina em calibre 9mm.

Na década de 1960, três outras variantes da Škorpion vz. 61 foram desenvolvidas na Tchecoslováquia, embora nenhuma tenha sido produzida em massa.
- vz. 64: versão calçando 9mm Makarov;
- vz. 65: versão calçando .380 ACP;
- vz. 68: versão calçando 9mm Parabellum.

Na década de 1990, a Česká zbrojovka ofereceu novas variantes; aquelas calçando 9mm usam carregadores retos.
- vz. 61E: versão para uso da munição .32 ACP, com um punho de plástico;
- vz. 82: versão para uso da munição 9mm Makarov, com um punho de plástico;
- vz. 83: versão para uso da munição .380 ACP, com um punho de plástico.

- CZ-91S: versão semiautomática desenvolvida para uso civil, disponível em vários calibres.

A Škorpion foi fabricada sob licença na Yugoslávia pela Zastava em duas versões.
- M84: variante padrão da vz. 61;
- M84A: variante semiautomática para uso civil, também disponível em .380 ACP.

A vz. 61 retomou a produção em 2009, sendo produzido pela empresa Czech Small Arms.